# Vinařství v Česku

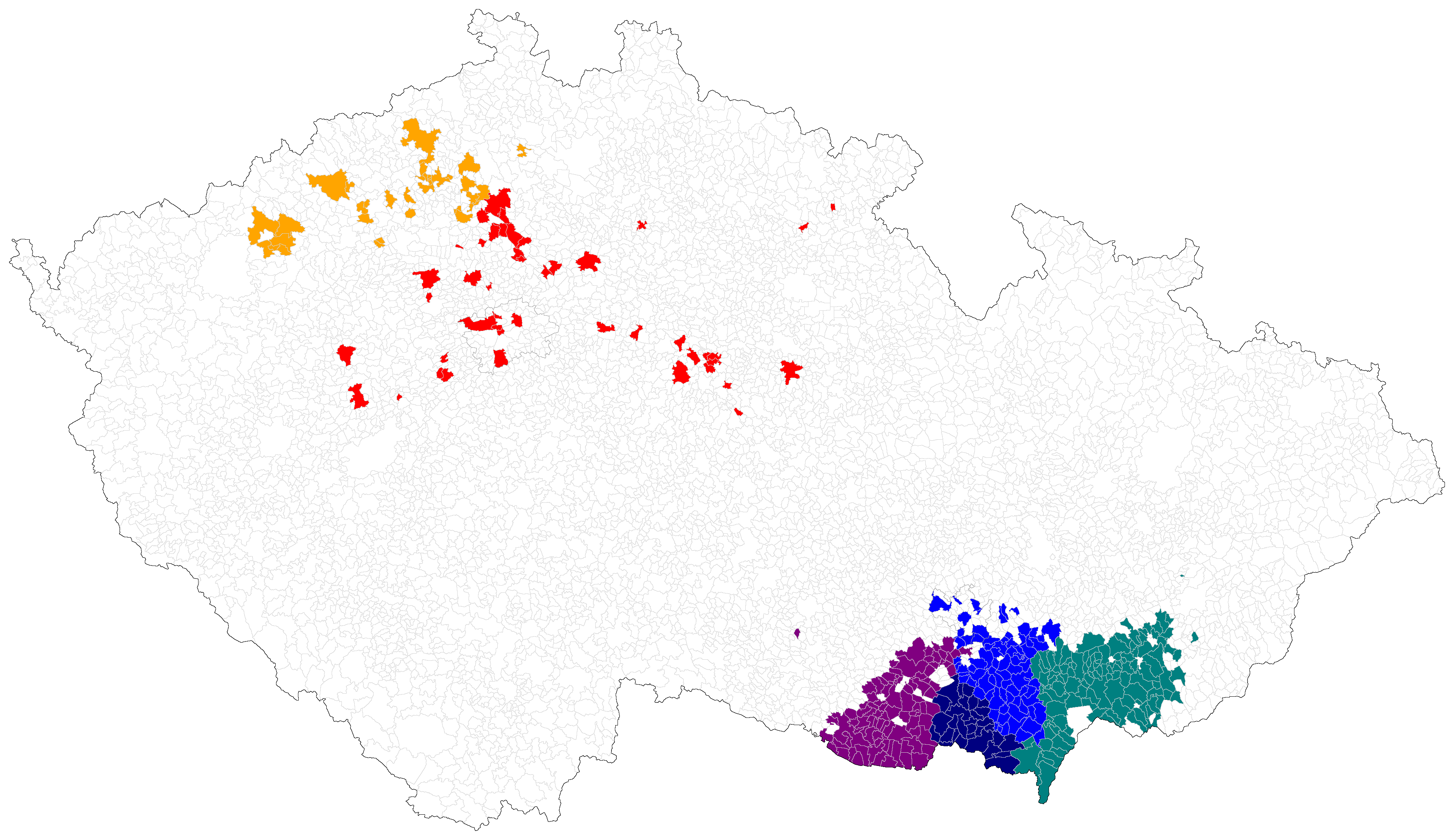
Vinařské oblasti v Česku
Vinařská oblast Čechy
Litoměřická podoblast
Mělnická podoblast
Vinařská oblast Morava
Znojemská podoblast
Mikulovská podoblast
Velkopavlovická podoblast
Slovácká podoblast

České a moravské vinařství má tisíciletou tradici. Těžiště produkce vína v Česku je především oblast jižní Moravy (Morava tvoří asi 96 %  zdejších vinic, proto je české víno častěji označováno jako moravské víno), ačkoli několik významných vinic se nachází také v Čechách. Produkce se soustředí na místní odrůdy vinné révy, ale v posledních letech došlo ke zvýšení produkce zavedených mezinárodních odrůd, jako je Cabernet Sauvignon ad.
Spotřeba vína v Česku je asi ze 45 % pokryta domácí produkcí, s rostoucí tendencí. Krátce před vstupem do EU v roce 2004 vznikly nové vinice o celkové ploše přes 1000 hektarů. V polovině roku 2004 bylo obděláváno asi 18 750 hektarů.

## Historie

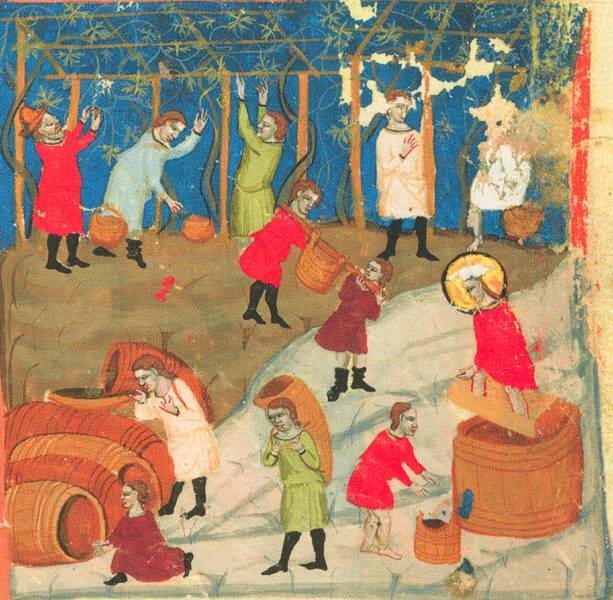
Svatý Václav na vinobraní, Dalimilova kronika

### Nejstarší dějiny

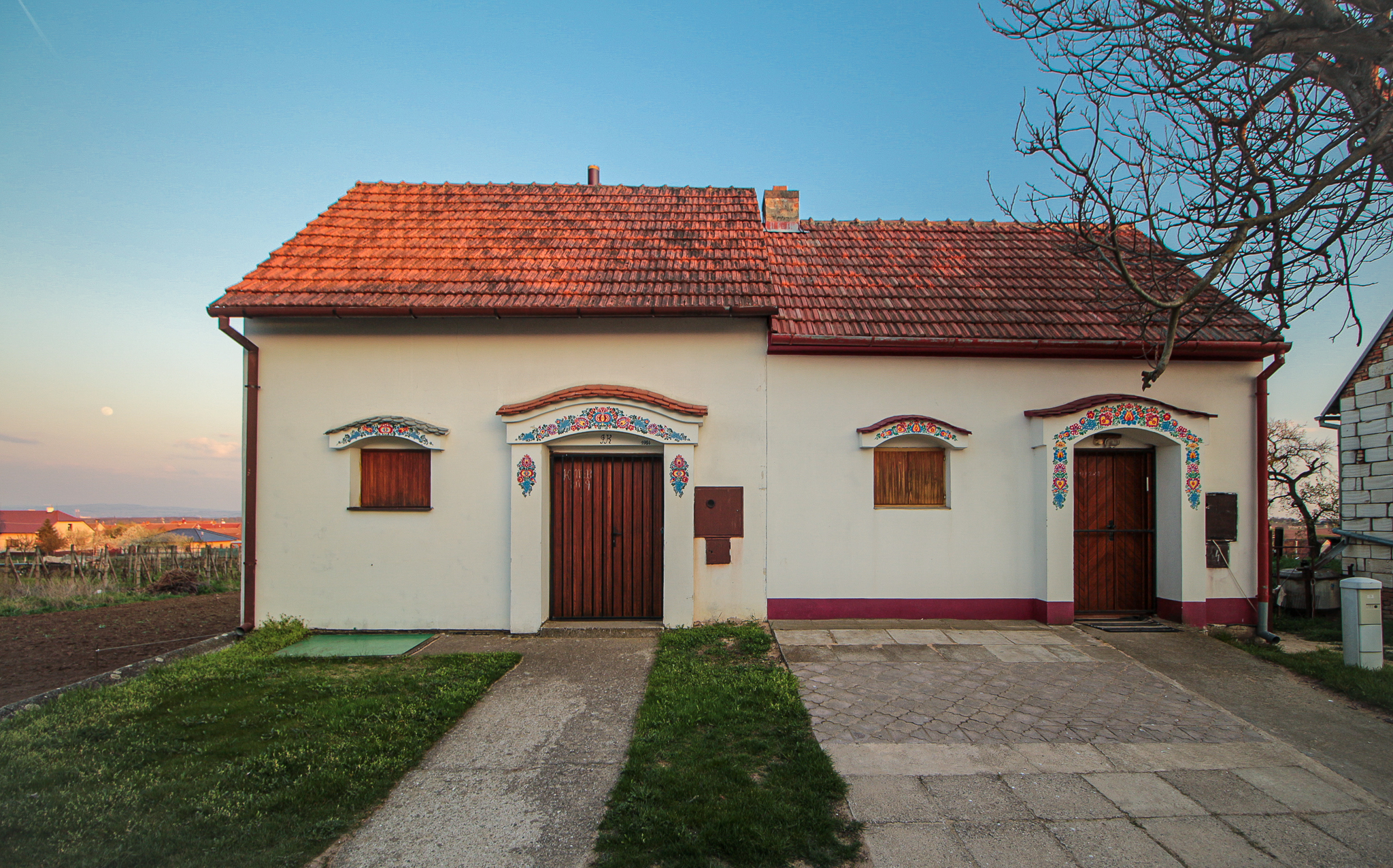
Vinný sklep v Dolních Bojanovicích

Znak Jihomoravského kraje se symbolickým hroznem révy

Ve 2. století našeho letopočtu vybudovala Římská 10. legie sídlící ve Vindoboně rozsáhlou základnu poblíž Jantarové stezky a Pálavských vrchů v Mikulovské vrchovině, v blízkosti dnešní obce Pasohlávky. Kolem roku 278 římský císař Marcus Aurelius Probus zrušil edikt císaře Domitiana, který zakazoval sázení révy v koloniích severně od Alp, a podporoval výsadbu nových vinic v severních římských koloniích. Při archeologickém průzkumu římské základny u Pasohlávek byl mezi mnoha dalšími artefakty nalezen nůž na prořezávání révy. Historici-enologové se domnívají, že během římské okupace mohly být do regionu přineseny odrůdy Veltlínské zelené a Ryzlink vlašský.
Vinařství bylo provozováno také v době Velkomoravské říše (833–906), o čemž svědčí četné řezací nože a semena hroznů objevená při archeologických vykopávkách slovanských sídlišť.

### Středověk
Na počátku vlády Přemyslovců, kolem roku 875, poslal podle pověsti velkomoravský kníže Svatopluk českému knížeti Bořivojovi sud vína na oslavu narození jeho syna Spytihněva. Bořivojova manželka Ludmila obětovala část vína Krosyni (bohyni úrody) při prosbě o vydatný déšť. Její přání se splnilo, úroda byla zachráněna a Bořivoj s Ludmilou vysadili první české vinice v okolí Mělníka. Jejich vnuk svatý Václav se později naučil na těchto vinicích pěstovat vinnou révu a vyrábět víno. Je českými vinaři označován jako "Supremus Magister Vinearum" (nejvyšší purkmistr vinic) a každoročně se na konci září v Mělníku koná slavnost vína na svátek svatého Václava.
Za nejstarší v Čechách je považována Svatováclavská vinice vysazená na vrchu Cecemíně u Dřísů a zasvěcená svatému Václavovi, která a byla obdělávána až do roku 1877.
Během 13. století pomohly rozvoji vinařství kláštery, které v českých zemích založily množství vinic, osázených odrůdami vinné révy dovezenými z Francie a Německa a současně s tím byly přijímány metody školení a prořezávání révy. V roce 1249 daroval král Přemysl Otakar II. jihomoravské panství Mikulov a okolí za věrné služby Jindřichovi I. z Lichtenštejna. Poté byly vysazeny další vinice v Pálavských vrších. V roce 1309 zaveden nový soubor vinohradnických a vinařských pravidel, založený na zákonech viničního práva a dolnorakouského Falkenštejna v tehdejším Mikulovském okrese. Pro obce pod touto jurisdikcí byl nejvyšší odvolací soud ve sporech o vinice ve Falkenštejně. V roce 1368 byl Mikulov jedním z největších vinařských center na Moravě. V roce 1414 byl velký počet vinic v okolí Mikulova a Valtic doložen v lichtenštejnském celním registru, který se později stal nejstarším dochovaným rejstříkem lichtenštejnských vinic.
Za zlatý věk pěstování vína je ovšem považováno období mezi 14. a 16. stoletím. Císař Karel IV. byl velkým milovníkem tohoto moku a v výrazně přispěl k vinařství v Praze. Karel vinařům daroval pozemky k rekultivaci a osvobodil je od daní a kvůli ochraně domácích vinařů byl zakázán dovoz zahraničních vín.

### Novověk
Před třicetiletou válkou bylo v Čechách asi 10 000 a na Moravě 20 000 hektarů vinic, poté však nabylo na významu vaření piva. Během Třicetileté války (1618–1648) totiž bylo zničena značná část vinic na Moravě, které byly postupně znovu vysazovány během dalšího sta let. V roce 1763 požádali rakouští vinaři Marii Terezii, aby omezila nové výsadby vinic na Moravě, aby se snížila konkurence moravských vín. V roce 1783 byly místní zákony a činnost vinařského regulačního soudu na Moravě zrušeny císařem Svaté říše římské Josefem II. a nahrazeny novým souborem viničních pravidel pro Moravu.

### 19. a 20. století
Před rokem 1850 se ve Valticích konal údajně první vinný trh, což z něj činí nejstarší výstavu vín v českých zemích a Dolním Rakousku. Novější doložená tradice výstav se datuje od roku 1967. V klenbách valtického zámku se nachází významný vinný sklep. Každý rok jsou zde k ochutnání a nákupu nabízena nová oceněná vína (pečeť „Salon“).
Vinařské akademie, zaměřené na výchovu schopných enologů v umění a vědě vinařské, byly založeny v Bzenci (1855), Znojmě (1868), Valticích (1873), Mělníku (1882), Lednici (1895), Mikulově (1903) a Kloboukách (1921).
V době rozdělení Československa v roce 1993 bylo kolem 47 000 hektarů vinic, z toho 36 000 hektarů v produkci. Větší podíl vinic je na území Slovenska. Vinařské oblasti obou států hraničí s vinařskými oblastmi v Rakousku a Maďarsku až po vinařskou oblast Tokaj-Hegyalja s výjimkou oblastí Čech. Utváření moderních vinařských zákonů v Česku začalo v roce 1995 přijetím vinařského zákona č. 115/1995 Sb., o vinohradnictví a vinařských postupech do Sbírky zákonů (Sb). Vinařská část předpisů Evropské unie byla přeložena do češtiny a následně zapracována do vinařského zákona. Původní návrh novely vinařského zákona obsahoval i ustanovení o zřízení Českého vinařského fondu zákonem č. 50/2002 Sb. Po vstupu Česka do Evropské unie v roce 2004 byl přijat vinařský zákon č. 321/2004 Sb., o vinohradnictví a vinařských postupech, který uvádí českou vinařskou legislativu do souladu s normami EU.

## Největší vinařské obce v Česku
V roce 2018 byly největší tyto vinařské obce: 
| Vinařská vesnice | Plocha vinic (ha) | Počet výrobců | Subregion       |
| ---------------- | ----------------- | ------------- | --------------- |
| Velké Bílovice   | 766               | 956           | Velkopavlovická |
| Valtice          | 578               | 197           | Mikulovská      |
| Mikulov          | 516               | 299           | Mikulovská      |
| Čejkovice        | 515               | 656           | Velkopavlovická |
| Dolní Dunajovice | 457               | 357           | Mikulovská      |
| Novosedly        | 421               | 86            | Mikulovská      |
| Velké Pavlovice  | 378               | 596           | Velkopavlovická |
| Vrbovec          | 344               | 71            | Znojemská       |
| Kobylí           | 301               | 505           | Velkopavlovická |
| Mutěnice         | 283               | 919           | Slovácká        |

## Odrůdy hroznů

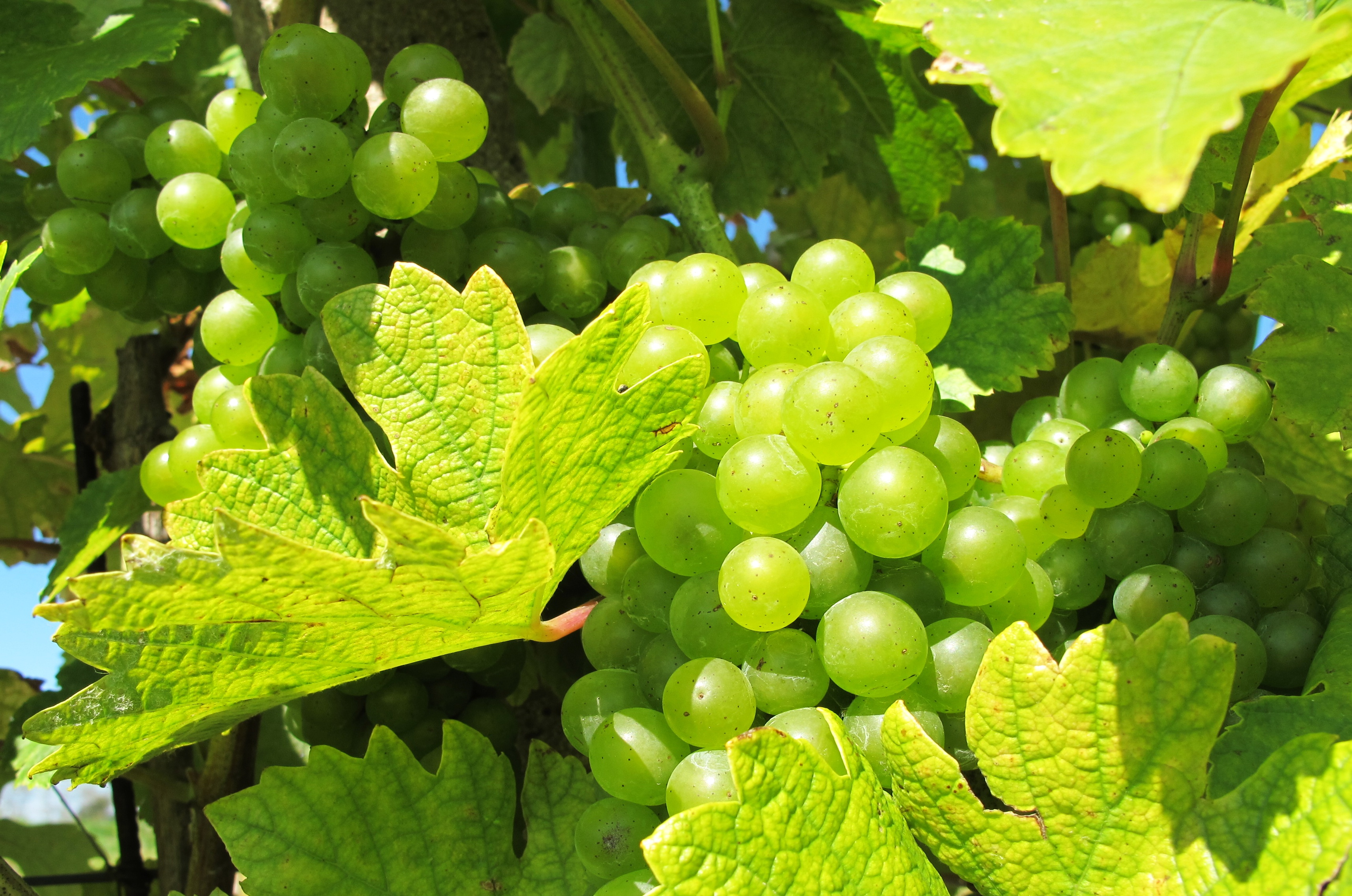
Bílé hrozny na Pálavě

Níže jsou uvedeny nejčastěji pěstované odrůdy révy vinné v České republice včetně přibližného procenta vyrobeného vína u jednotlivých odrůd:

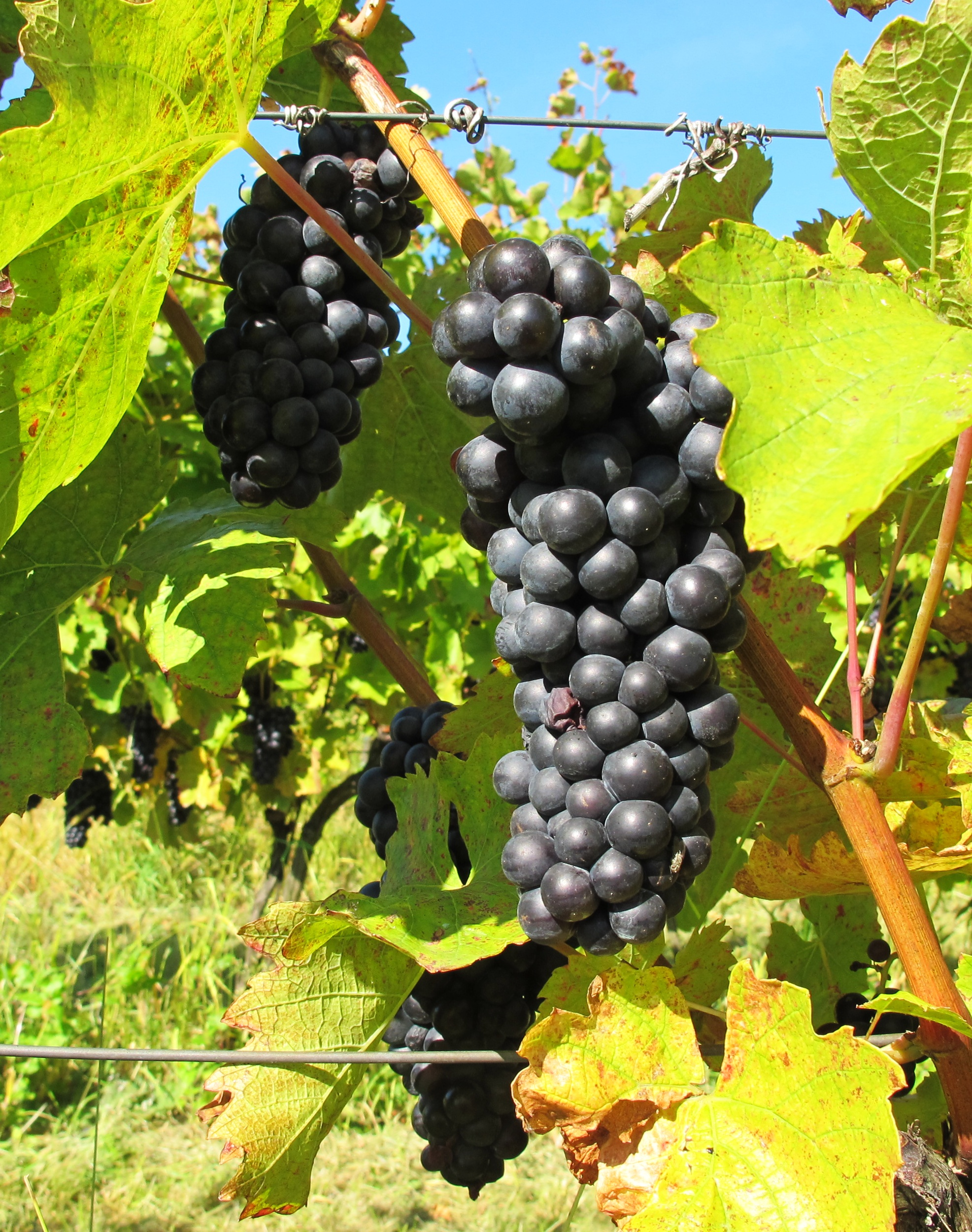
Tmavé hrozny na Pálavě

| Rulandské šedé      | Pinot gris/grigio | 10.63% |
| Ryzlink rýnský      | Riesling          | 9.45%  |
| Chardonnay          | Chardonnay        | 9.16%  |
| Sauvignon           | Sauvignon blanc   | 8.65%  |
| Tramín červený      | Gewürztraminer    | 7.79%  |
| Pálava              | Pálava            | 7.75%  |
| Veltlínské zelené   | Grüner Veltliner  | 7.53%  |
| Ryzlink vlašský     | Welschriesling    | 7.39%  |
| Rulandské bílé      | Pinot blanc       | 5.35%  |
| Hibernal            | Hibernal          | 4.20%  |
| Müller-Thurgau      | Müller-Thurgau    | 3.96%  |
| Muškát moravský     | Moravian Muscat   | 2.86%  |
| Sylvánské zelené    | Silvaner          | 2.20%  |
| Neuburské           | Neuburger         | 1.94%  |
| Aurelius            | Aurelius          | 1.04%  |
| Solaris             | Solaris           | 1.02%  |
| Irsai Oliver        | Irsai Oliver      | 0.75%  |
| Kerner              | Kerner            | 0.75%  |
| Děvín               | Děvín             | 0.57%  |
| Ostatní bílé odrůdy | [ pozn. 1 ]       | 7.00%  |

| Rulandské modré             | Pinot noir         | 17,39 % |
| Frankovka                   | Blaufränkisch      | 16,95 % |
| Zweigeltrebe                | Zweigelt           | 12,25 % |
| Svatovavřinecké             | Saint Laurent      | 8,84 %  |
| Cabernet Sauvignon          | Cabernet Sauvignon | 7,44 %  |
| Modrý Portugal              | Blauer Portugieser | 5,76 %  |
| Merlot                      | Merlot             | 5,65 %  |
| Dornfelder                  | Dornfelder         | 5,26 %  |
| Cabernet Moravia            | Cabernet Moravia   | 5,09 %  |
| André                       | André              | 3,41 %  |
| Neronet                     | Neronet            | 1,62 %  |
| Alibernet                   | Alibernet          | 1,17 %  |
| Ostarní tmavé odrůdy hroznů | [ pozn. 2 ]        | 8,61 %  |